# Humanics

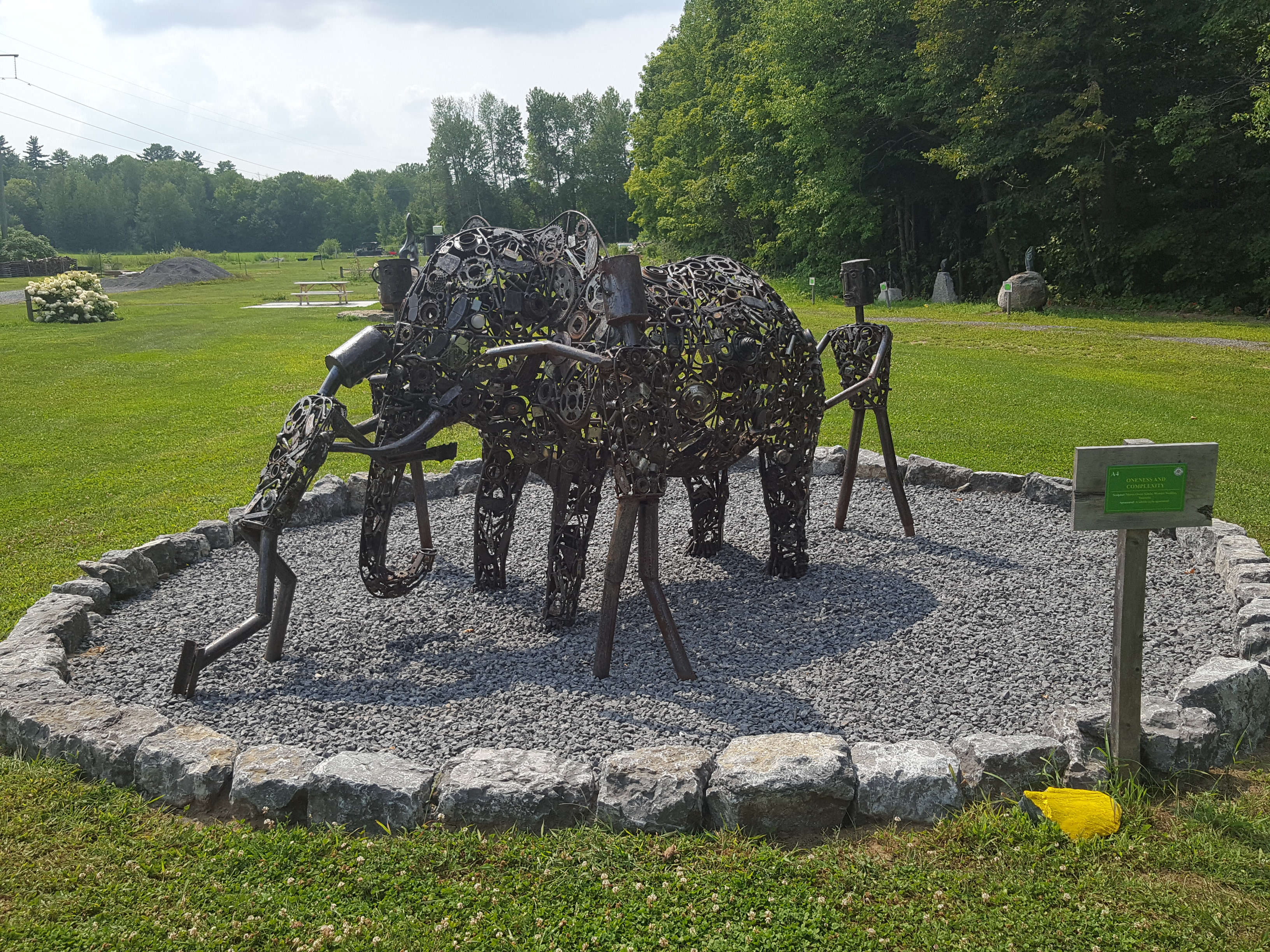
Sculpture "Unité et Complexité" sur la place principale du parc

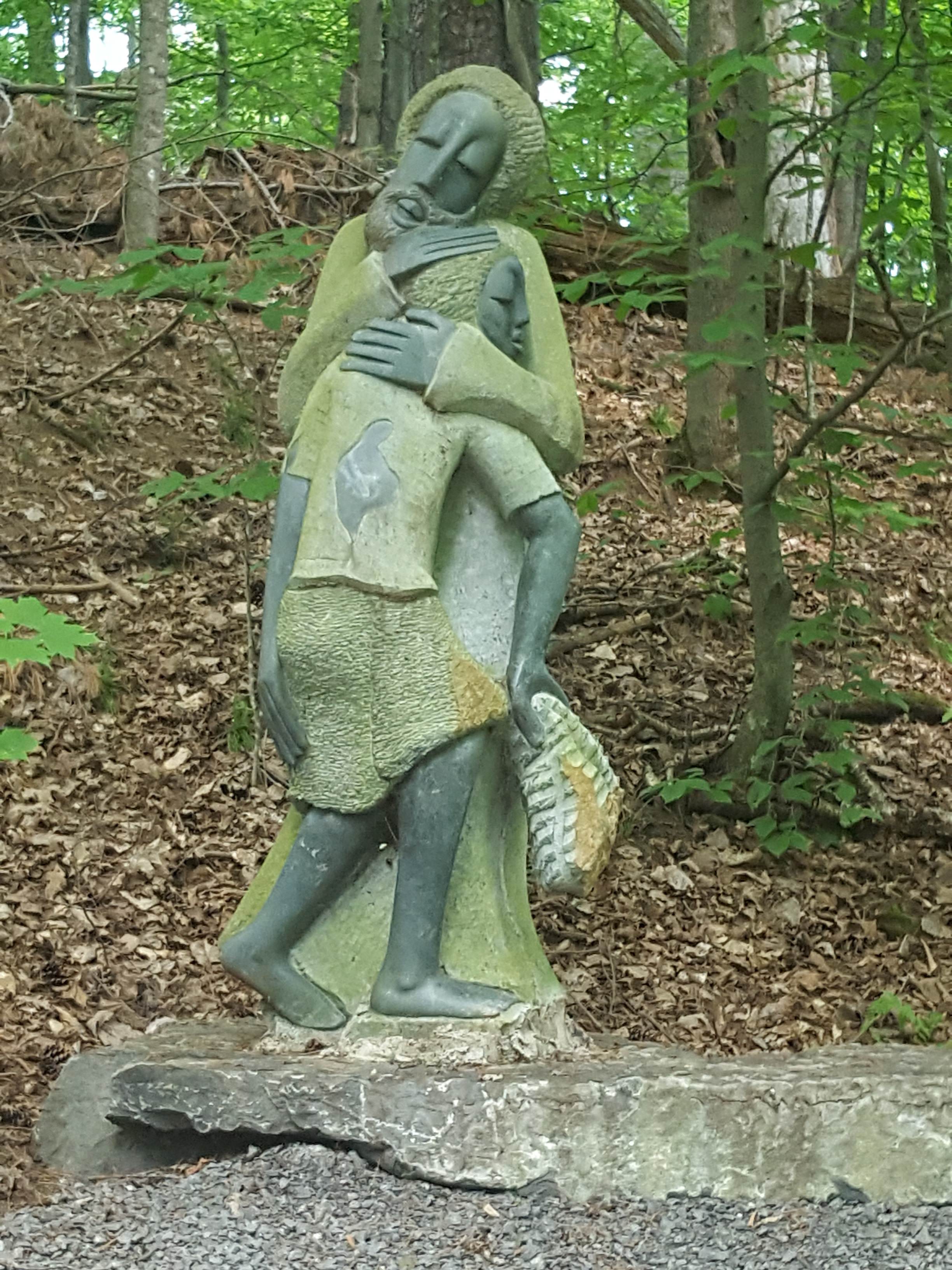
Le retour du fils prodigue (la zone "Christianisme")

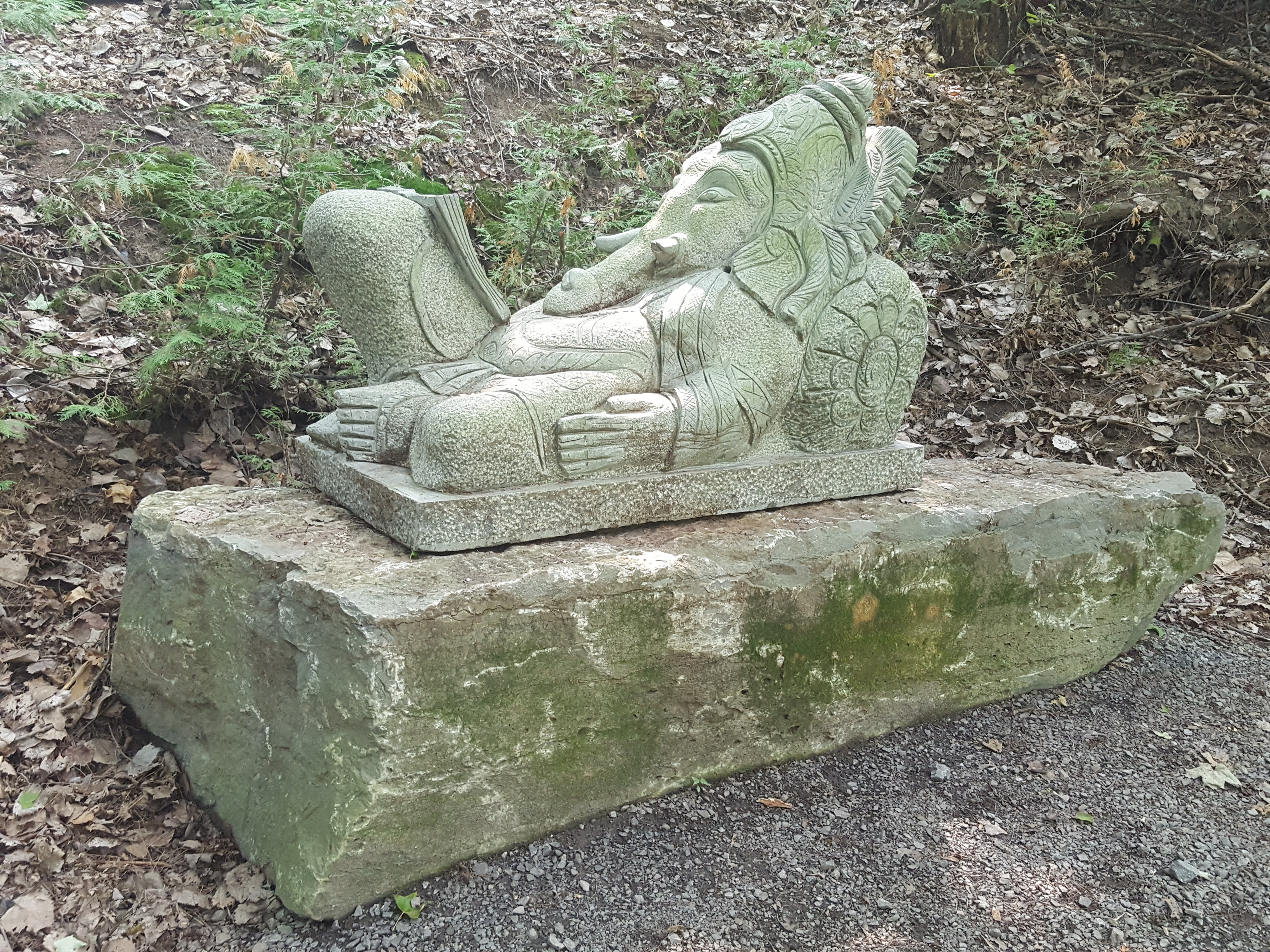
Ganesh, un dieu à tête d'éléphant et à trompe-lingam (la zone "Hindouisme")

Réserve naturelle et parc de sculptures Humanics (anglais : Humanics Sanctuary and Sculpture Park) est un point de repère dans la capitale canadienne, Ottawa.
Il s'agit d'un parc paysager privé avec des sculptures représentant des figures de culte, des événements clés ou des concepts abstraits associés à la plupart des religions, mythologies et enseignements éthiques du monde.
Le parc est une organisation à but non lucratif et le coût de sa visite est assez bas.

## Histoire
Le parc a été fondé en juillet 2017 par le Dr Ranjit Perera sur un site spécialement acheté dans le canton de Cumberland (la banlieue est d'Ottawa, faisant partie administrativement de la ville) au 3468, Old Montreal Road.
L'inauguration s'est déroulée en présence du premier ministre Justin Trudeau, de la première ministre de l'Ontario Caitlin Wynn, du maire d'Ottawa Jim Watson et d'autres invités d'honneur.
Depuis, le fondateur, avec ses fonds propres et ses dons, n'a cessé d'y installer de nouvelles sculptures thématiques.

## Sculptures
Actuellement, il y a les sections suivantes dans le parc :
- Zone A Unité de Réalité
- Zone B Dignité humaine et respect
- Zone C Connectivité
- Zone D Bouddhisme
- Zone E Hindouisme
- Zone F Christianisme
- Zone G Responsabilité Humaine
- Zone H Confucianisme
- Zone I Judaïsme
- Zone J Spiritualité autochtone (les Inuits et autres peuples autochtones au Canada et dans d'autres régions des Amériques)
- Zone K Zoroastrisme
- Zone L Taoïsme et shintoïsme
- Zone M Jaïnisme
- Zone N Sikhisme
- Zone O Bahaïsme
- Zone P Islam

Les zones H et K à P sont encore en développement.
Certaines des sculptures ont été réalisées directement par des sculpteurs autochtones (ou en Afrique) et transportées au Canada.
Le visiteur moyen passe 1 à 1,5 heure dans le parc.